# غدد كراوس
غدد كراوس هي غدد دمعية صغيرة مخاطية إضافية توجد تحت الجفن حيث تتقابل الملتحمة العليا والسفلى. تتوحد قنوات غدد كراوس في الجيب الطويل نوعًا ما المفتوح في قبو الملتحمة. هناك ما يقرب من 40 غدة كراوس في منطقة الجفن العلوي، ومن 6 إلى 8 تقريبًا في منطقة الجفن السفلي. ووظيفة هذه الغدد إنتاج الدموع التي تفرز على سطح الملتحمة.
هناك حالات نادرة من الأورام مرتبطة بغدد كراوس. وعادة ما تحدث في صورة أكياس للحفظ في الحالات الندبية للملتحمة. تم تسميتها بغدد كراوس على اسم عالم التشريح الألماني( Karl Friedrich Theodor Krause)كارل فريدريش تيودور كراوس  ( 1797م-1868م).